# Horst Ernest Volk
Horst Ernest Volk (Campo Bom, 1934 – Gramado, 24 de fevereiro de 2020) foi um empresário e político brasileiro.
Fundou a Ortopé.
Em 1982 foi eleito deputado estadual do Rio Grande do Sul da 46.ª legislatura.